# Henriette av Belgien
Henriette av Belgien, född 1870, död 1948, var en belgisk prinsessa. 
Hon var dotter till Filip av Flandern och Maria av Hohenzollern-Sigmaringen. 